# 蔡冠深

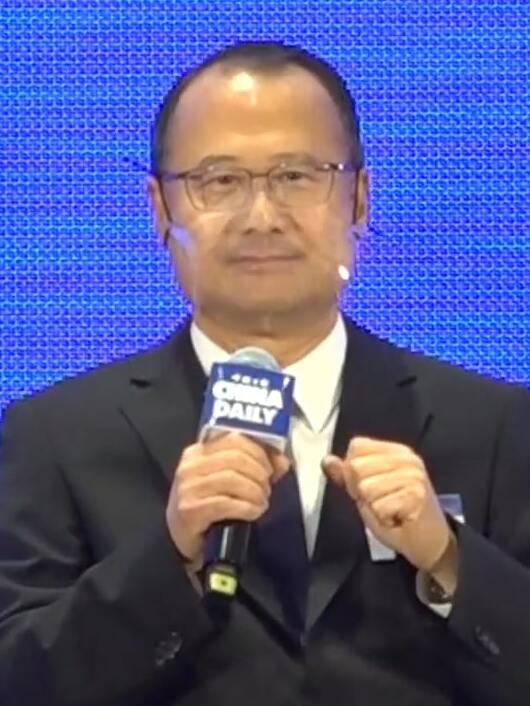
蔡冠深

蔡冠深，大紫荊勳賢，GBS，JP（1957年7月—），男，廣東中山人，香港企业家，是現任全國政協常委，也是香港中華總商會第46、47、50屆會長以及永遠名譽會長，蔡繼有家族成員。蔡冠深是香港新華集團主席、在多倫多上市的新華國際金融集團主席、在香港上市的新華滙富金融集團主席及越南VinaCapital集團主席。蔡冠深是現任香港中華總商會會長，他是中總近三十年來除霍英東以及曾憲梓之外，唯一出任過三屆的會長。蔡冠深早年居住在般咸道。

## 學歷
- 聖保羅男女中學（1974年）
- 日本京都求學（1974年至1975年）
- 美国密歇根州立大学榮譽人文博士
- 加拿大阿尔伯塔大学榮譽法學博士
- 英国德蒙福特大学荣誉工商管理博士
- 越南河内国家大学荣誉博士
- 香港岭南大学荣誉社会科学博士

## 新华集团
新華集團始創於1957年，業務涵蓋海產食品、地產建築、金融財務、高新科技、傳媒文化、基礎建設及教育培訓七個範疇。業務網絡除覆蓋中國內地外，更遍及澳門、越南、柬埔寨、緬甸、新加坡、日本以至加拿大、美國及澳洲等地。

## 社會兼职
全國政協常務委員、亞太經合組織商貿諮詢理事會中國香港代表、2016年二十國集團工商界活動(B20)中小企業發展工作組聯席主席、中國僑商聯合會常務副會長常務理事、中華海外聯誼會常務理事、中華全國工商業聯合會常務委員、香港貿易發展局理事會理事、香港中小型企業委員會主席、香港越南商會創會會長、香港韓國商會創會會長、中國香港以色列民間科技合作及促進中心主席、港科院創會贊助人及院長高級顧問、粵港澳大灣區企業家聯盟主席、一帶一路工商協會聯盟共同主席。
2012年，蔡冠深擔任國家重要智庫—當代世界研究中心理事會的副主席，積極推動民間外交。
蔡冠深亦為多間中外大學的校董會或顧問委員會成員，包括復旦大學、南京大學、香港中文大學聯合書院、香港科技大學及香港理工大學等。
- 全國政協常務委員
- 亞太經合組織商貿諮詢理事會中國香港代表
- 2016年二十國集團工商界活動(B20)中小企業發展工作組聯席主席
- 中國僑商聯合會常務副會長常務理事
- 中華海外聯誼會常務理事
- 香港貿易發展局理事會理事
- 香港中小型企業委員會主席
- 香港越南商會創會會長
- 香港韓國商會創會會長
- 中國香港以色列民間科技合作及促進中心主席
- 漁農業諮詢委員會主席

## 贡献
30年來，蔡冠深和新華集團不斷支持中國的科教文化公益事業，在香港及中國大陸10多所大學捐建教育基金，創辦中科院院士榮譽基金會、中國科協新華青年科技獎勵基金；捐資興辦不牟利大專院校，包括廣東新華教育學院及遼寧大學新華國際商學院等，並任校董會主席職務。2004年初新華教育基金會贊助的APEC教育高峰會議在北京召開，探討亞太地區及中國教育改革。不久即捐資美國密歇根州立大學成立了「新華優質教育研究中心」及與北京師範大學成立了「中美先進教育研究中心」，為祖國基礎教育研究及推動最佳辦學模式，進一步為國家教育事業作出貢獻。並在北京建立了三奕國際學校試點教學，把兩國中心研究出來的最佳辦學模式實踐於現實之中。三奕國際學校被中國內地在華服務網評為北京最著名的國際幼兒園第一位。
在科技方面，蔡冠深2003年11月在中國科技部及印度信息產業部的支持下，成功創立了中印軟件協會，並且出任協會主席，積極推動兩國的軟件開發產業的合作，提升兩國科研技術的地位，並引薦印度軟件企業來華投資發展。2005年1月在中國及以色列政府有關部門的支持下成立了「中國香港以色列民間科技合作及促進中心」，推動中國、香港及以色列公司之間的科技及商業合作。
在文化建設方面，新華集團先後與多所大學合作捐資創辦南京大學蔡冠深藝術館、上海大學藝術遠程中心、復旦大學蔡冠深人文館、東北大學蔡冠深報告廳、暨南大學蔡冠深博物館等。
蔡冠深支持中國的科教興國的方針，30多年來，他和他的家族一貫關心和支持祖國的教育、科技、文化等方面的發展，受惠機構學校遍及中國內地多個省市以及香港澳門。蔡博士持續多年支持越南、柬埔寨等發展中國家的優秀學生到中國進修中文，多次資助如亞太教育研討會等各種大型的國際文化教育研討。並在法國、日本、越南、柬埔寨、英國等國家，捐建蔡冠深文化中心，推動中外交流和文化教育的合作。

## 榮譽

### 香港勋章奖章
- 金紫荊星章（2014年）
- 大紫荊勳章（2021年）

### 外国勋章奖章
- 越南友谊勋章（2015年）[1]
- 旭日中绶章（日本，2022年11月3日公布[2]）

### 其他
- 中山市榮譽市民
- 廣州市榮譽市民
- 瀋陽市榮譽市民
- 世界华人协会頒發 世界杰出华人奖[何时？]
- 非官守太平紳士（2004年）
- 韓國對外投資推廣榮譽大使（2015年）

## 言論
- 2018年5月，蔡冠深接受《香港經濟日報》訪問時提及：「將來我們不是香港人，是大灣區人，所以不要只想香港的利益，應循一體化的角度去想。」此等言論得到不少親中人士的和應，但是坊間對這種言論看法負面，認為蔡的言論是帶頭消滅香港人的身份認同，形同出賣香港利益的「賣港賊」。[3]
- 2022年，身兼全國政協、中華海外聯誼會理事等多個政治職位的蔡冠深接受《香港01》訪問時稱：「做生意好實際，唔好成日諗政治」。[4]